# جان ستابلينسكي
جان ستابلينسكي (مواليد 21 مايو 1932 - الوفاة 22 يوليو 2007) كان دراج فرنسي في صنف سباق الدراجات على الطريق. امتدت مسيرت الرياضية من سنة 1952 إلي 1968 حيث فاز بـ 105 سباقات كمحترف.

## سباقات أو مراحل فاز بها
- طواف فرنسا
- طواف إسبانيا
- بطولة العالم لسباق الدراجات على الطريق
- طواف إيطاليا

## روابط خارجية
- جان ستابلينسكي على موقع أرشيف الدراجات (الإنجليزية)
- جان ستابلينسكي على موقع إحصائيات الدراجات الإحترافية (الإنجليزية)
- جان ستابلينسكي على موقع CycleBase (الإنجليزية)